# خوسيه خواكين روخاس
خوسيه خواكين روخاس (بالإسبانية: José Joaquín Rojas Gil)‏ مواليد 8 يونيو 1985 في مرسية، إسبانيا، هو دراج إسباني في صنف سباق الدراجات على الطريق. شارك في دورة الألعاب الأولمبية الصيفية.

## وصلات خارجية
- الموقع الرسمي

## روابط خارجية
- خوسيه خواكين روخاس على موقع الاتحاد الدولي للدراجات (الإنجليزية)
- خوسيه خواكين روخاس على موقع أرشيف الدراجات (الإنجليزية)
- خوسيه خواكين روخاس على موقع إحصائيات الدراجات الإحترافية (الإنجليزية)
- خوسيه خواكين روخاس على موقع نسبة الدراجات (الإنجليزية)
- خوسيه خواكين روخاس على موقع CycleBase (الإنجليزية)
- خوسيه خواكين روخاس على موقع أوليمبيديا (الإنجليزية)
- خوسيه خواكين روخاس على موقع AS.com (الإسبانية)